# سیمون برند (کارگردان فیلم)
سیمون برند (به اسپانیایی: Simón Brand)، کارگردان فیلم اهل کشور کلمبیاست. برند بیش از ۲۰۰ تبلیغ تلویزیونی برای شرکت‌هایی مانند کوکا کولا، ای‌تی‌اندتی، اپل و ب‌ام‌و کارگردانی کرده‌است.